# TransGlobal Airways
TransGlobal Airways est une compagnie aérienne philippine, basée sur l'Aéroport international de Diosdado Macapagal (anciennement base de l'USAF sous le nom de Clark Air Base).

## Flotte
En 2009, TransGlobal Airways dispose d'une flotte aérienne de deux appareils.